# Liste der Regierungschefs von Bangladesch

Siegel des Premierministers von Bangladeschs

Diese Liste der Regierungschefs von Bangladesch umfasst alle Leiter der Regierungen Bangladeschs seit der Gründung 1971. Der Status dieser Amtsinhaber war verschieden und nach einer Verfassungsreform 1991 nahm Bangladesch die Staatsform einer parlamentarischen Republik an, mit einem Premierminister an der Spitze der Regierung und einem Präsidenten als Staatsoberhaupt mit überwiegend repräsentativen Aufgaben.

## Übersicht
| #  | Amtszeit                            | Name                                     | Amtsbezeichnung       | Partei | Partei                       |
| -- | ----------------------------------- | ---------------------------------------- | --------------------- | ------ | ---------------------------- |
| 1  | 11. April 1971 – 12. Januar 1972    | Tajuddin Ahmad                           | Premierminister       |        | Awami-Liga                   |
| 2  | 12. Januar 1972 – 26. Januar 1975   | Mujibur Rahman                           | Premierminister       |        | Awami-Liga                   |
| 3  | 26. Januar 1975 – 15. August 1975   | Muhammad Mansur Ali                      | Premierminister       |        | Awami-Liga                   |
| 4  | 15. August 1975 – 6. November 1975  | Khondakar Mostaq Ahmad                   | Präsident             |        | Awami-Liga                   |
| 5  | 6. November 1975 – 21. April 1977   | Abu Sadat Mohammad Sayem                 | Präsident             |        | Bangladesh Nationalist Party |
| 6  | 21. April 1977 – 29. Juni 1978      | Ziaur Rahman                             | Präsident             |        | Bangladesh Nationalist Party |
| 7  | 29. Juni 1978 – 12. März 1979       | Mashiur Rahman                           | Senior Minister       |        | Bangladesh Nationalist Party |
| 8  | 12. März 1979 – 15. April 1979      | Ziaur Rahman                             | Präsident             |        | Bangladesh Nationalist Party |
| 9  | 15. April 1979 – 24. März 1982      | Azizur Rahman                            | Premierminister       |        | Bangladesh Nationalist Party |
| 10 | 24. März 1982 – 27. März 1982       | Hossain Mohammad Ershad                  | Präsident             |        | Jatiya Party                 |
| 11 | 27. März 1982 – 11. Dezember 1983   | Abul Fazal Mohammad Ahsanuddin Choudhury | Präsident             |        | Jatiya Party                 |
| 12 | 11. Dezember 1983 – 30. März 1984   | Hossain Mohammad Ershad'                 | Präsident             |        | Jatiya Party                 |
| 13 | 30. März 1984 – 9. Juli 1986        | Ataur Rahman Khan                        | Premierminister       |        | Jatiya Party                 |
| 14 | 9. Juli 1986 – 27. März 1988        | Mizanur Rahman Chowdhury                 | Premierminister       |        | Jatiya Party                 |
| 15 | 27. März 1988 – 12. August 1989     | Moudud Ahmed                             | Premierminister       |        | Jatiya Party                 |
| 16 | 12. August 1989 – 6. Dezember 1990  | Kazi Zafar Ahmed                         | Premierminister       |        | Jatiya Party                 |
| 17 | 6. Dezember 1990 – 20. März 1991    | Shahabuddin Ahmed                        | Amtierender Präsident |        | parteiungebunden             |
| 18 | 20. März 1991 – 30. März 1996       | Khaleda Zia                              | Premierministerin     |        | Bangladesh Nationalist Party |
| 19 | 30. März 1996 – 23. Juni 1996       | Habibur Rahman                           | (interim)             |        | parteiungebunden             |
| 20 | 23. Juni 1996 – 15. Juli 2001       | Hasina Wajed                             | Premierministerin     |        | Awami-Liga                   |
| 21 | 15. Juli 2001 – 10. Oktober 2001    | Latifur Rahman                           | (interim)             |        | parteiungebunden             |
| 22 | 10. Oktober 2001 – 29. Oktober 2006 | Khaleda Zia (2. Mal)                     | Premierministerin     |        | Bangladesh Nationalist Party |
| 23 | 29. Oktober 2006 – 11. Januar 2007  | Iajuddin Ahmed                           | (interim)             |        | parteiungebunden             |
| 24 | 11. Januar 2007 – 12. Januar 2007   | Fazlul Haque                             | (interim)             |        | parteiungebunden             |
| 25 | 12. Januar 2007 – 9. Januar 2009    | Fakhruddin Ahmed                         | (interim)             |        | parteiungebunden             |
| 26 | 9. Januar 2009 – 5. August 2024     | Hasina Wajed (2. Mal)                    | Premierministerin     |        | Awami-Liga                   |
| 27 | 5. August 2024                      | Waker uz Zaman                           | (Interim)             |        |                              |
| 28 | 5. August 2024 – amtierend          | Muhammad Yunus                           | (Interim)             |        | parteiungebunden             |